# RBG: Revolutionary but Gangsta
RBG: Revolutionary but Gangsta è il secondo album del duo hip hop statunitense dead prez, pubblicato nel 2004 da Columbia e Sony Music
| Recensione    | Giudizio |
| ------------- | -------- |
| AllMusic      | [ 1 ]    |
| RapReviews    | [ 2 ]    |
| Rolling Stone | [ 3 ]    |
| Vibe          | [ 4 ]    |

## Tracce
Dopo la traccia 12 ci sono cinque secondi di pausa per ogni traccia dalla 13 alla 19 fino ad arrivare alle due tracce nascoste (20 e 21).
| #  | Titolo                                      | Feat.                  | Producer(s)                                | Durata |
| -- | ------------------------------------------- | ---------------------- | ------------------------------------------ | ------ |
| 1  | "Don't Forget Where U Came From"            |                        | stic.man                                   | 1:14   |
| 2  | "Walk Like a Warrior"                       | Krayzie Bone           | stic.man                                   | 3:32   |
| 3  | "I Have a Dream, Too"                       |                        | Tahir                                      | 4:00   |
| 4  | "D.O.W.N."                                  |                        | stic.man                                   | 2:07   |
| 5  | "Hell Yeah (Pimp the System)"               | Blue                   | dead prez & Downbeat Production Collective | 4:12   |
| 6  | "W-4"                                       | Aisha Mic (Aisha Mike) | stic.man                                   | 4:04   |
| 7  | "Radio Freq"                                | D-Prosper              | stic.man                                   | 2:51   |
| 8  | "Fucked Up"                                 |                        | stic.man                                   | 2:43   |
| 9  | "50 in the Clip"                            | Wu Hylton              | Sean Cane, L.V. (co-prod.)                 | 2:42   |
| 10 | "Way of Life"                               |                        | stic.man                                   | 2:57   |
| 11 | "Don't Forget Where U Goin'"                |                        | stic.man                                   | 2:09   |
| 12 | "Hell Yeah (Pimp the System)" (Remix)       | Jay-Z & Blue           | dead prez & Downbeat Production Collective | 4:20   |
| 13 | "Twenty" (traccia nascosta)                 |                        |                                            | 2:22   |
| 14 | "Hell Yeah" (Rock Remix) (traccia nascosta) |                        |                                            | 5:06   |

## Classifiche settimanali
| Classifica (2004)         | Posizione massima |
| ------------------------- | ----------------- |
| Stati Uniti               | 60                |
| US Top R&B/Hip-Hop Albums | 14                |